# بخش مرکزی شهرستان رامهرمز
بخش مرکزی یکی از بخش‌های شهرستان رامهرمز در استان خوزستان ایران است. مرکز این بخش، شهر رامهرمز است.

## مردم‌شناسی
مردم رامهرمزاکثریت لر می باشند از ایل بختیاری و ایل بهمئی زبان مردم رامهرمز گویش لری رامهرمزی است مردم شهر رامهرمز به آن سخن می گویند.گویش رامهرمزی در واقع همان گویش بختیاری با اندکی تغییر است.ایرانیکا زبان مردم رامهرمز را لری معرفی می‌کند.

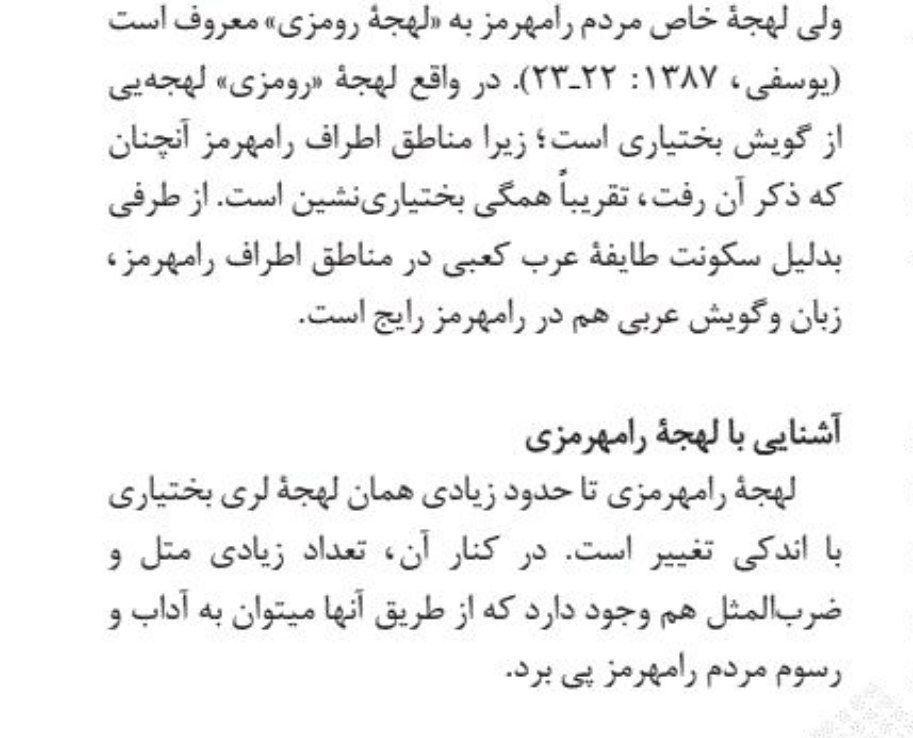
قومیت شناسی رامهرمزی کتاب نورالهی گرشاسبی

## تقسیم‌بندی کشوری
- بخش مرکزی شهرستان رامهرمز
  - دهستان حومه شرقی
  - دهستان حومه غربی

شهر: رامهرمز

## جمعیت
براساس سرشماری عمومی نفوس و مسکن در سال ۱۳۹۵، جمعیت بخش مرکزی شهرستان رامهرمز برابر با ۹۵٬۵۸۲ نفر بوده‌است.